# Perilampus minutus
Perilampus minutus är en stekelart som beskrevs av Girault 1912. Perilampus minutus ingår i släktet Perilampus och familjen gropglanssteklar. Inga underarter finns listade i Catalogue of Life.